# 王承烈 (艋舺縣丞)

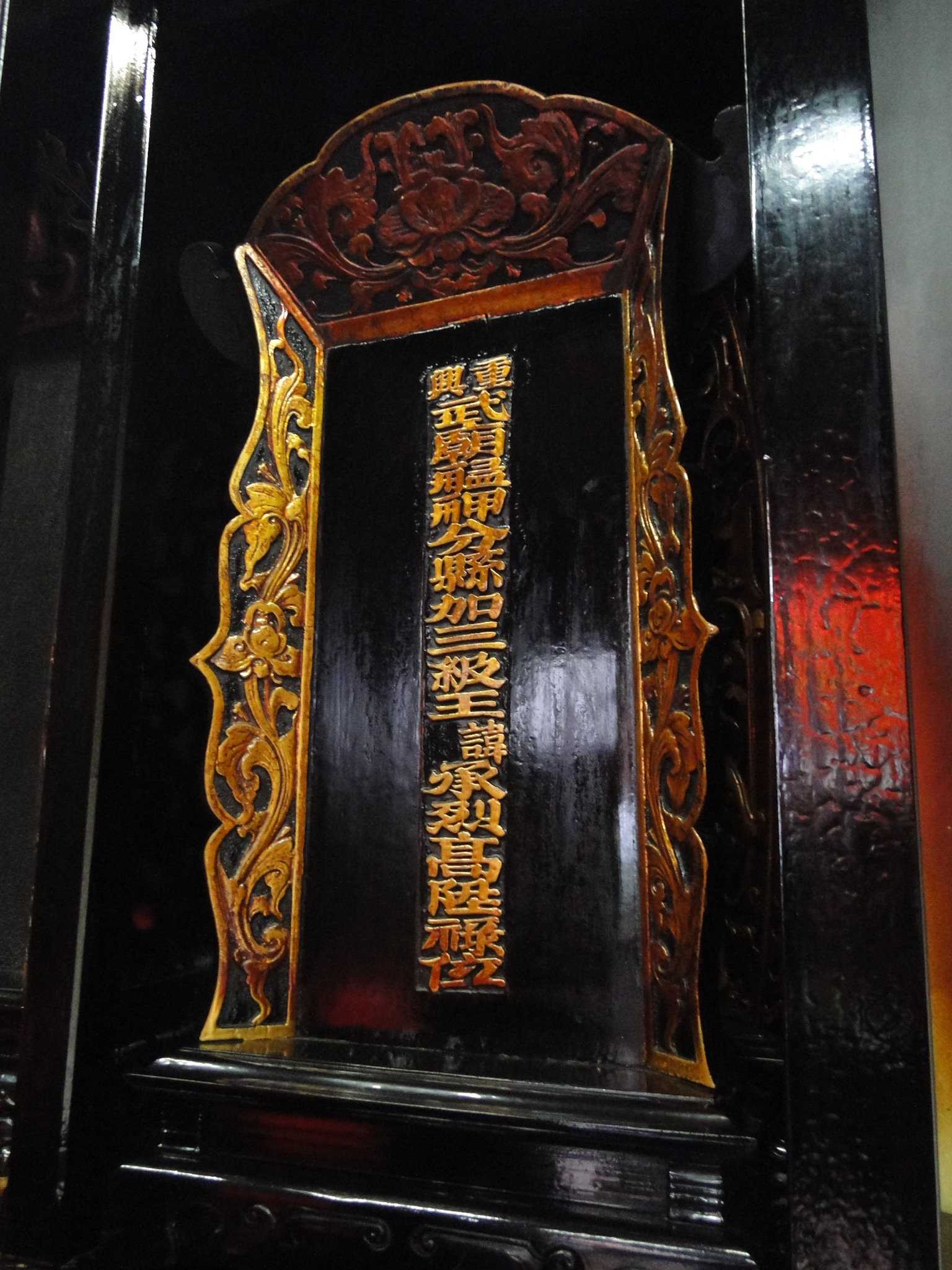
王承烈之牌位，現存於新莊武聖廟。

王承烈（？—？），直隸人，清朝政治人物。吏員出身。

## 生平
王承烈於1819年（嘉慶24年）接替俞森，兩度擔任臺灣府淡水廳艋舺縣丞一職，是大臺北地區的地方父母官。